# تركي بن طلال بن عبد العزيز آل سعود
الأمير خالد بن طلال بن عبد العزيز آل سعود أمير منطقة عسير منذ 27 ديسمبر 2018. وهو الابن الرابع لـ سمو الأمير طلال بن عبد العزيز آل سعود من الذكور والدته هي الأميره موضي بنت عبدالمحسن العنقري .

## المؤهلات العلمية
1. شهادة الدكتوراة الفخرية في الإدارة من جامعة عمان العربية 2015.[3]
2. بكالوريوس في العلوم السياسية مع مرتبة الشرف.
3. أكاديمية ساندهيرست الحربية البريطانية.[4]
4. كلية طيران الجيش الولايات المتحدة الأمريكية.
5. حصل على دورات مدنية وعسكرية في مجالات القيادة.[5]

## العمل والمناصب
- الممثل الشخصي للأمير طلال بن عبد العزيز آل سعود.
- عميد طيار بالقوات المسلحة السعودية.[6]
- رئيس مجلس أمناء مؤسسة مينتور العربية للوقاية من المخدرات.
- رئيس الهيئة الاستشارية لمباني الجامعة العربية المفتوحة.
- المشرف العام على مبادرة نلبي النداء الإغاثية.
- عين نائباً لأمير منطقة عسير في 26 فبراير 2018م.[7][8]
- أمير منطقة عسير من 27 ديسمبر 2018م.[1]
- رئيس مجلس هيئة تطوير منطقة عسير.[9]

## نشاطات أخرى
- إقامة اللقاءات الفكرية المتنوعة وأبرزها الندوات الرمضانية، ومهتم بالتراث.
- عرف عنه مبادراته الوطنية ومن أبرزها إتمام مساعي الصلح بين القبائل في قضايا القصاص إضافة لمبادرات وطنية متنوعة كتجسيد ملحمة فتح الرياض من خلال مشروع بوابة الرياض وترميم قصر العناقر التاريخي بثرمداء وغيرها.
- قاد عملية إغاثية عاجلة للأخوة الفلسطينيين شاركت بها عدة منظمات دولية وعربية ومحلية، نتج عنها زيارته للأراضي المحتلة وصلاته في المسجد الأقصى.
- قاد عمليات إغاثية من أبرزها إغاثة برية للجمعيات الأهلية إبان الحرب الإسرائيلية في يوليو 2006 على لبنان، وإبان الهجوم الإسرائيلي على غزة في يناير 2009 ونقل مواد الإغاثة الطبية ونقل الجرحى وإدخال الإعاشة للمتضررين وقت الحرب.
- تأسيس مبادرات إنسانية إغاثية كمبادرة نلبي النداء لإغاثة اللاجئين السوريين (حصل بموجبها على جائزة الشخصية العربية المتميزة في العمل الإغاثي).
- حصل على تكريم سمو أمير منطقة الرياض للمشاركين بمشاريع «مبادرة ثمين» لتدعيم التراث العمراني بالمنطقة.
- يرأس الهيئة الاشرافية لمباني الجامعة العربية المفتوحة، والتي نفذت خمسة جامعات في خمس دول عربية وهي المملكة العربية السعودية والكويت والبحرين والأردن ومصر، ويجري الإشراف على تنفيذ ثلاثة مباني أخرى لها.

## الندوات
1. المشاركة وتقديم ورقة عمل في ندوة أمين الريحاني (مد الجسور بين الشرق والغـرب) - واشنطن 2002م.
2. رعاية والقاء كلمة في مؤتمر الطاقة المائية والبيئة - بيروت 2002 م.
3. مشاركة والقاء كلمة في مؤتمر الخليج السابع للمياه - الكويــت 2005 م.
4. افتتاح وتبرع في مؤتـمر صحة الطفل العربـي - الريــاض 2007 م.
5. القاء كلمة في الجلسة الخاصة بالمياه بالمنتدى الاقتصادي العالمي حول الشرق الأوسط - دافوس 2008 م.
6. القاء كلمة في افتتاح مؤتمر العمل الإنساني - الأردن 2014م.
7. الكلمة الافتتاحية لمؤتمر قمة البوسفور السابع-إسطنبول في تركيا 2016 م.[10]

## المقالات الصحفية
قدم تركي بن طلال العديد من المقالات ولا سيما في المجال السياسي والأمني والتاريخي. وفي القضايا المحلية والخاصة بالمملكة ولقد قدم مقالات تتحدث عن العقبات التي كانت تواجه المواطنين داخل المملكة وكيفية التغلب عليها ومن تلك المقالات التي قدمها:
- الميدان عن الحركة المرورية:[11] والتي أبرز بها المعوقات المرورية ومدي أهمية حل المشكلات المرورية ودورها في التأثير علي المواطنين.
- ملاحظات حول إدارة أزمة (حمي الوادي المتصدع)[12]
- دعوة للتفكير والحوار (إدارة الأزمات.. أليست ضرورة)[13]
- لماذا طريق التوحيد بدلا من عقبة سنان[14]
- وجه طليق ولسان لين[15]
- وهل يُكبُّ الناس على وجوههم في النار إلا حصائد ألسنتهم؟[16][17]
- كورونا.. درس مريم العذراء في النجاة من المحن[18]

كما كان مهتما بالجانب التاريخي للمملكة العربية السعودية إذ قدم:
- الفارس العابد (الأمير عبدالله بن فيصل): والذي ساهم في توحيد المملكة العربية السعودية وله دور تاريخي في توحيد وتأسيس المملكة.
- رحلة أثرية وأدبية في طريق الإمام تركي بن عبد الله آل سعود مؤسـس الدولة السعودية الثانية[19][20]

كما قدم العديد من المقالات التي تهتم بالجانب التاريخي الدولي العربي مهتما بالقضايا العربية، منها:
- التحليل السياسي لقرار تطوير حرب أكتوبر.[21]
- إليكم أقول.. غير معقول:[22][23] والتي توجه فيها بدعوة لقيادات الدول العربية لإلتفاف حول مشكلة أم المدائن (القدس) مستنكرا حالات الصمت الموجودة في تلك الفترة.
- في ظل حالة الترقب التي نعيش[24]
- إدارة الأزمة وأزمة الإدارة- المسألة اللبنانية نموذجا[25]
- أخ في الإيمان.. ونظير في الخلق[22][26]

كما اهتم أيضا بالقضايا الرياضية الخاصة بالمملكة العربية السعودية اذ اضاف لمقالاته:
- وطني في عيون أولمبياد أثينا.. أشياء أكبر من الرياضة[22][27]
- الحق يدمغ ترهات الباطل[28]
- التأسيس لذكرى التأسيس[29]
- يوم التقدير[30]

## الأبناء
- عبد العزيز بن تركي بن طلال بن عبد العزيز آل سعود، متزوج من وضحى بنت بدر بن عبد المحسن بن عبد العزيز آل سعود وله من الأبناء عبد الله[31]، وطلال.[32]
- الأمير مالك بن تركي بن طلال بن عبدالعزيز

- الأميرة العنود بنت تركي بن طلال بن عبد العزيز آل سعود. متزوجة من الأمير سلطان بن تركي بن محمد بن سعود الكبير.[33]
- الأميرة علياء بنت تركي بن طلال بن عبد العزيز آل سعود.
- الأميرة عبير بنت تركي بن طلال بن عبد العزيز آل سعود.
- الأميرة الجوهرة بنت تركي بن طلال بن عبد العزيز آل سعود.[34] كانت مخطوبة للأمير سعود بن عبد الرحمن بن عبد العزيز آل سعود.[35]

## روابط خارجية
صور ضوئية لمقالات تركي بن طلال